# 베스와 베라
《베스와 베라》(영어: Ghostland)는 2018년 3월에 개봉한 프랑스와 캐나다의 공포, 미스터리, 스릴러, 드라마 영화이다. 파스칼 로지에가 감독과 각본을 맡았다. 프랑스에서는 2018년 3월 14일에, 대한민국에서는 2019년 1월 24일에 개봉되었다.

## 줄거리
정체 불명의 괴한으로부터 끔찍한 일을 겪은 어린 ‘베스’와 ‘베라’. 사고 이후, 언니 ‘베스’는 자전적 소설을 출간하며 성공하지만, 동생 ‘베라’는 여전히 그날의 공포에 사로잡힌 채 괴로워한다.
제발 자신을 버리지 말라고 절규하는 ‘베라’ 곁으로 다시 돌아온 ‘베스’. 하지만 끝내 끝나지 않고 되풀이되는 악몽 같은 현실과 엇갈린 진실은 두 자매를 점점 더 깊은 혼란에 빠뜨리는데...

## 출연진
- 크리스탈 리드 - 성인 베스 역
- 아나스타샤 필립스 - 성인 베라 역
- 에밀리아 존스 - 어린 베스 역
- 테일러 힉슨 - 어린 베라 역
- 밀레느 파머 - 폴린 역
- 앨리시아 존스턴 - 쿠퍼 역
- 메리암 번스타인 - 자넷 역
- 롭 아처 - 뚱뚱한 남자 역
- 케빈 파워 - 사탕 트럭 여자 역
- 에르네스토 그리피스 - 샌포드 역
- 아담 허티그 - 베스 남편 역
- 데니스 코지 - 베스 아들 역
- 샤론 바저 - 이브 역
- 토니 브라가 - 베스의 리무진 운전사 역
- 폴 티틀리 - 러브크래프트 역
- 고든 태너 - 고상한 남자 역
- 에릭 아타발레 - 의료보조인 역
- 파올로 브라이언트 - 경찰관 역
- 테리 레이 - 주유소 종업원 역
- 수잔 프링글 - 수잔 프링글 역